# Trópico (Josep Renau)
Trópico es una obra del artista Josep Renau de 1945. Renau realizó esta pintura durante su exilio en México, que transcurrió entre los años 1939 y 1958. La pintura fue realizada durante los años de más efervescencia del artista, cuando colaboró con pintores muralistas mexicanos como David Alfaro Siqueiros. La pintura representa un paisaje y tres buitres rodeando el esqueleto de un pescado en la parte inferior derecha de la obra. La escena evoca la desolación y la destruction de la humanidad provocada por las guerras del siglo XX, en el preciso momento del fin de la Segunda Guerra Mundial, cuando el conflicto bélico resultó en una suma total de 60 millones de muertes. 
Trópico es la respuesta personal de Renau al trauma y al duelo causado por la Guerra Civil Española y la Segunda Guerra Mundial. La pintura es una de las obras más importantes e influyentes del artista. Renau presenta las figuras en un paisaje que recuerda la visión de la naturaleza de la Escuela de Vallecas, que tiene como objetivo la representación del campo como una superficie descanarda. La alusión al arte moderno español de los años treinta junto con la alegoría de la destrucción de la guerra, dotan a esta pintura de un profundo sentimiento trágico y melancólico. Esta obra de Renau avanza la presencia de cráneos que Picasso utilizó a partir de 1945 para expresar el trauma causado por la Segunda Guerra Mundial y su experiencia en el París de la Ocupación Nazi.
Renau toma posición ante la guerra con formas angulares y pinceladas expresionistas cercanas a las utilizadas por Pablo Picasso en Guernica y Joan Miró en El segador o El payés catalán en revolución, concebidos para el Pabellón Español en la Exposición Internacional de París de 1937. Renau tuvo un papel crucial en los orígenes y la gestación del Pabellón Español, fue responsable de la participación de Picasso y realizó una serie de fotomurales que recubireron el exterior del edificio de Josep Lluis Sert y Luis Lacasa.

## Historia
Josep Renau consideró esta obra una de las más importantes de su trayectoria y la conservó durante la mayor parte de su vida en su colección particular. La pintura viajó con el artista desde México hasta Alemania, cuando Renau se trasladó a Berlín oriental en 1958. Desde 1976 estuvo en la colección de Mamfred Schmidt en Alemania. En la actualidad, la pintura es propiedad de un coleccionista en los Estados Unidos, y se encuentra en el Museo Reina Sofía de Madrid como préstamo a largo plazo. Puede verse junto al Guernica de Picasso en la sala 206 del Museo Reina Sofía.